# Верхняя Крынка (Енакиевский городской совет)
Верхняя Крынка (укр. Верхня Кринка) — село на Украине, находится в Енакиевском городском совете Донецкой области. Находится под контролем самопровозглашённой Донецкой Народной Республики.

## География
Село расположено у места слияния рек с названиями Садки, Корсунь и Булавин в реку под именем Крынка.

#### Соседние населённые пункты по странам света
СВ:  Шапошниково, Авиловка, город Енакиево (все выше по течению Булавина), Старопетровское (выше по течению Садков)
С: Щебёнка (выше по течению Булавина)
СЗ: Корсунь (выше по течению Корсуни)
З: Шевченко
ЮЗ: Петровское, Путепровод
Ю: Новосёловка, Новомарьевка (ниже по течению Крынки, правый берег); Алмазное
ЮВ: Верхняя Крынка (Макеевский горсовет; ниже по течению Крынки, левый берег), Новомосковское, Розовка
В: —

## Население
Население по переписи 2001 года составляло 119 человек.

## Адрес местного совета
86499, Донецкая область, Енакиевский горсовет, пгт.Корсунь, ул.Вокзальная, 96, тел. 3-20-62. Телефонный код — 6252.